# Aptilotus binotatus
Aptilotus binotatus är en tvåvingeart som beskrevs av Marshall och Smith 1990. Aptilotus binotatus ingår i släktet Aptilotus och familjen hoppflugor.
Artens utbredningsområde är Nepal. Inga underarter finns listade i Catalogue of Life.